# 스페인 농구 국가대표팀

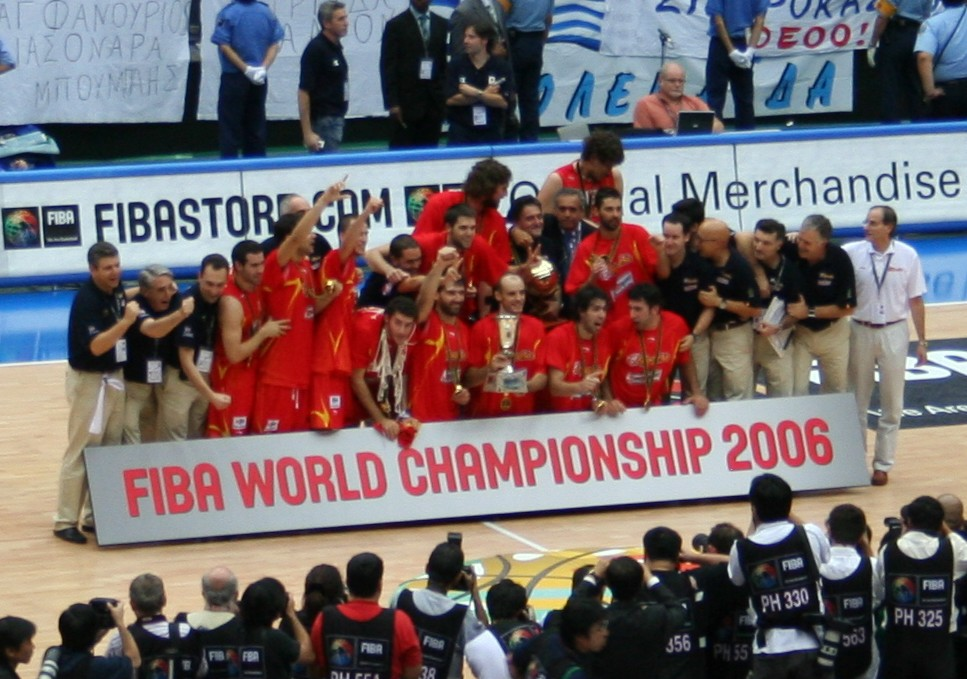
2006년 FIBA 세계 선수권 대회에서 우승을 차지한 스페인 국가대표팀.

스페인 농구 국가대표팀(스페인어: Selección de baloncesto de España)은 스페인을 대표하는 농구 국가대표팀이다. FIBA 농구 월드컵 본선에는 12번 참가하여 2006년 대회와 2019년 대회에서 우승을 차지했고 유로바스켓 본선에는 32번 출전하여 3번의 우승과 6번의 준우승을 차지했으며 올림픽 농구 본선에는 12번 출전하여 은메달 3개, 동메달 1개를 획득했다.

## 같이 보기
- 리가 ACB
- 유로리그
- NBA